# Adri van Male
Adrianus van Male, conegut com a Adri van Male, (Philippine, 7 d'octubre de 1910 - Rotterdam, 11 d'octubre de 1990) fou un futbolista neerlandès de la dècada de 1930 que jugava com a porter.
El seu club fou el Feyenoord en el qual hi jugà durant tota la dècada de 1930. També fou internacional amb la selecció, amb la qual disputà les Copes del Món de 1934 i 1938.